# Senice
Senice (en allemand : Senitz) est une commune du district de Nymburk, dans la région de Bohême-Centrale, en Tchéquie. Sa population s'élevait à 191 habitants en 2020.

## Géographie
Senice se trouve à 7 km au sud-ouest de Městec Králové, à 12 km à l'est de Nymburk et à 57 km à l'est-nord-est de Prague.
La commune est limitée par Úmyslovice au nord-ouest, par Velenice au nord, par Podmoky et Vrbice à l'est, et par Okřínek au sud et au sud-ouest.

## Histoire
La première mention écrite de la localité date de 1383.

## Transports
Par la route, Senice se trouve à 8 km de Městec Králové, à 17 km de Nymburk et à 65 km de Prague.